# Košeca
Košeca é um município da Eslováquia, situado no distrito de Ilava, na região de Trenčín. Tem 18,94 km² de área e sua população em 2018 foi estimada em 2.711 habitantes.

## Demografia
| Ano:        | 1994 | 2004   | 2014   | 2024    |
| ----------- | ---- | ------ | ------ | ------- |
| Broj ljudi: | 2434 | 2474   | 2564   | 2826    |
| Razlika:    |      | +1,64% | +3,63% | +10,21% |

| Ano:               | 2023 | 2024   |
| ------------------ | ---- | ------ |
| Número de pessoas: | 2830 | 2826   |
| Diferença:         |      | -0,14% |